# Евреинов, Владимир Николаевич
Владимир Николаевич Евреинов (10 (22) ноября 1880 — 4 марта 1962) — гидротехник и гидравлик, доктор технических наук, профессор, заслуженный деятель науки и техники РСФСР.

## Биография
Родился в семье инженера.
Окончил гимназию с медалью. В 1906 году окончил Институт путей сообщения. Также учился на физико-математическом факультет Петербургского университета. Работал инженером-лаборантом в Институте путей сообщения после его окончания. С 1931 по 1962 год заведовал кафедрой гидравлики. В 1938 году ему была присуждена учёная степень доктора технических наук.
В 1944 году защитил докторскую диссертацию. В 1951 году был награждён орденом Ленина. Был преподавателем в Институте инженеров водного транспорта. В 1960 году ему было присвоено почётное звание заслуженный деятель науки и техники РСФСР.
Владимир Николаевич Евреинов умер в 1962 году и был похоронен в Ленинграде.

## Основные работы
- Гидравлика в лаборатории. Л., 1930;
- Гидравлика. Л., 1933 (Всего 4 издания);
- Экономия расхода воды при шлюзовании. Л.; М., 1939.